# The Shield
The Shield è una serie televisiva statunitense prodotta dal 2002 al 2008 incentrata sulle vicende di quattro detective in servizio presso un distretto del Los Angeles Police Department.
La serie, ideata e prodotta da Shawn Ryan e in parte ispirata allo scandalo Rampart, narra di un distretto di polizia di un immaginario quartiere malfamato di Los Angeles, Farmington, dove la giustizia deve fare quotidianamente i conti con la corruzione, la violenza e la mancanza di risorse. Tutta la serie conta ottantotto episodi; il pilota andò in onda negli Stati Uniti d'America il 12 marzo 2002. La canzone dei titoli di testa è Just Another Day di Vivian Romero.

## Storia
L'episodio pilota della serie è andato in onda per la prima volta negli Stati Uniti il 12 marzo 2002 sul canale FX. Il 4 marzo 2003, sfruttando il successo della serie, viene trasmesso l'episodio intitolato Uno sguardo al passato (Co-pilot): si tratta di un prequel, un episodio cioè girato a posteriori che mostra gli eventi del distretto prima del primo episodio, con tanto di nascita della squadra d'assalto di cui Mackey è il capo.
In Italia la serie è stata trasmessa per la prima volta a partire dal 3 settembre 2004 su Italia 1, e sono state trasmesse le prime cinque stagioni. La sesta stagione è stata trasmessa in anteprima sul canale satellitare AXN dal 24 settembre 2008; successivamente è stata trasmessa, in chiaro, su Italia 1 dal 7 agosto 2009, anche la settima e ultima stagione è stata trasmessa in prima visione sul canale AXN dal 22 settembre 2009 al 15 dicembre 2009, mentre in chiaro è stata trasmesso da Italia 1 a partire dal 4 giugno 2010.

## Trama
I protagonisti sono quattro poliziotti: Shane Vendrell, Curtis Lemansky, Victor Samuel Mackey e Ronald Everett Gardocki, che costituiscono una squadra speciale detta "strike team". Con il tempo stringeranno un legame di amicizia e complicità ben oltre i normali rapporti lavorativi che si instaurano generalmente tra colleghi. Tutti e quattro si riuniscono sempre in una stanza privata, dove a nessuno è concesso entrare, in cui pianificano tutte le tattiche e le strategie per le loro operazioni.
Usano la loro posizione per controllare direttamente gli spacciatori e le gang per creare una serie di intrighi e per arricchirsi, ma a lungo andare finiranno per invischiarsi in traffici più grandi e per coprire le loro mosse illegali cominceranno a compierne di peggiori, tanto da diventare dei veri criminali.

## Episodi
La serie conta, in totale, 88 episodi da circa 45 minuti suddivisi in 7 stagioni; ogni stagione conta un numero tra i 10 e i 15 episodi, come è solito per le serie televisive di mid-season.
| Stagione         | Episodi | Prima TV originale | Prima TV Italia |
| ---------------- | ------- | ------------------ | --------------- |
| Prima stagione   | 13      | 2002               | 2004            |
| Seconda stagione | 13      | 2003               | 2004-2005       |
| Terza stagione   | 15      | 2004               | 2005            |
| Quarta stagione  | 13      | 2005               | 2005            |
| Quinta stagione  | 11      | 2006               | 2007            |
| Sesta stagione   | 10      | 2007               | 2008            |
| Settima stagione | 13      | 2008               | 2009            |

### DVD
A partire dalla seconda metà degli anni 2000 la serie è stata anche pubblicata in formato DVD:
| Stagione         | Dischi | Distribuzione del DVD USA | Distribuzione del DVD Italia |
| ---------------- | ------ | ------------------------- | ---------------------------- |
| Prima stagione   | 4      | 7 gennaio 2003            | 2005                         |
| Seconda stagione | 4      | 6 gennaio 2004            | 12 dicembre 2006             |
| Terza stagione   | 4      | 22 febbraio 2005          | 24 aprile 2007               |
| Quarta stagione  | 4      | 26 dicembre 2005          | 9 ottobre 2007               |
| Quinta stagione  | 4      | 27 febbraio 2007          | 4 marzo 2008                 |
| Sesta stagione   | 4      | 26 agosto 2008            | 17 novembre 2010             |
| Settima stagione | 5      | 9 giugno 2009             | aprile 2011                  |

## Personaggi e interpreti

### Principali
- Vic Mackey (stagioni 1-7), interpretato da Michael Chiklis e doppiato da Pasquale Anselmo. Corrotto e fondatore della squadra d'assalto.
- Shane Vendrell (stagioni 1-7), interpretato da Walton Goggins e doppiato da Alessio Cigliano. Corrotto e secondo componente della squadra d'assalto.
- Curtis "Lem" Lemansky (stagioni 1-5), interpretato da Kenny Johnson e doppiato da Alberto Angrisano. Corrotto e terzo componente della squadra d'assalto.
- Ronnie Gardocki (stagioni 1-7), interpretato da David Rees Snell e doppiato da Alberto Bognanni. Corrotto e quarto componente della squadra d'assalto.
- David Aceveda (stagioni 1-7), interpretato da Benito Martinez e doppiato da Massimo Rossi. Aceveda è il capitano del distretto di Farmington.
- Claudette Wyms (stagioni 1-7), interpretata da CCH Pounder e doppiata da Anna Cesareni. La detective Wyms è la miglior detective del distretto e fa coppia con il detective Wagenbach. Claudette detesta il modo in cui Mackey gestisce i propri casi e nutre forti dubbi riguardo alle azioni della squadra d’assalto.
- Holland "Dutch" Wagenbach (stagioni 1-7), interpretato da Jay Karnes e doppiato da Gianni Bersanetti. Il detective Wagenbach è, insieme a Claudette Wyms, il migliore del distretto. Detective geniale, riesce sempre a risolvere casi difficili ma viene preso di mira dagli scherzi e dalle battutacce di Vic Mackey. Inoltre Vic stesso lo ha soprannominato Dutchettino. Nonostante il suo modo di fare affabile e gentile ha scarsissimo successo con le donne e le colleghe, che gli preferiscono Mackey; anche per questo nutre molto astio nei suoi confronti.
- Danny Sofer (stagioni 1-7), interpretata da Catherine Dent e doppiata da Alessandra Cassioli. L'agente Sofer svolge un ottimo lavoro di pattuglia insieme all'agente Lowe di cui è agente istruttore. Ha una storia con il detective Mackey, nonostante quest’ultimo sia sposato, da cui nascerà anche un figlio.
- Julien Lowe (stagioni 1-7), interpretato da Michael Jace e doppiato da Massimo Bitossi. L'agente Lowe è una matricola appena arrivata all'"Ovile". Il suo agente istruttore è l'agente Sofer. Julien è omosessuale ma cerca di reprimere la sua attrazione per gli uomini in quanto come poliziotto non sarebbe ben visto dai colleghi e, inoltre, perché è molto religioso.
- Steve Billings (stagioni 4-7), interpretato da David Marciano e doppiato da Oliviero Dinelli. Billings è un buon detective ma spesso compie il suo lavoro in maniera svogliata, attirando su di sé l'antipatia di Dutch e dei superiori.
- Monica Rawling (stagione 4), interpretata da Glenn Close e doppiata da Angiola Baggi. Diventa capitano nella quarta stagione a seguito dell'elezione di Aceveda a consigliere comunale. Si presenta subito con l'intenzione di ripulire Farmington da spacciatori e criminali mettendo in pratica le confische dei beni degli spacciatori, se acquistati con soldi derivanti dalla droga.
- Tavon Garris (stagioni 2-3-7), interpretato da Brian White e doppiato da Francesco Bulckaen. Membro aggiunto della squadra d’assalto, è un bravo detective, amico di Vic, Ronnie e Lem ma è malvisto da Shane, con il quale scoppia una rissa che sarà causa di discordia all’interno della squadra.
- Army Renta (stagione 4), interpretato da Michael Peña e doppiato da Alessandro Quarta. Ex marine nella guerra di Afghanistan, Army è stato il compagno di Shane Vendrell durante il periodo in cui lavorava per la Buoncostume.
- Jon Kavanaugh (stagione 5 e i primi due episodi della stagione 6), interpretato da Forest Whitaker e doppiato da Massimo Corvo. Kavanaugh è un tenente degli Affari Interni e viene incaricato di indagare su Mackey e sui suoi molti sospetti crimini. Arrestare Vic diventa la sua ossessione, arrivando addirittura a produrre false prove ai fini di incastrarlo.
- Tina Hanlon (stagioni 5-7), interpretata da Paula Garcés e doppiata da Federica De Bortoli. Tina è una matricola appena arrivata dall'accademia, è inizialmente incapace e maldestra e combina disastri come inquinare le scene del crimine e fare scappare sospettati: per questo è mal digerita dai colleghi (soprattutto Danny) e dal suo agente istruttore (Julien). L'unico che prova ad aiutarla è Dutch che ne è attratto. Avrà una breve relazione con Kevin Hiatt.
- Kevin Hiatt (stagione 6), interpretato da Alex O'Loughlin e doppiato da Fabrizio Vidale. Hiatt viene assunto per rimpiazzare Vic (che i superiori vogliono mandare in pre-pensionamento al raggiungimento del quindicesimo anno di servizio) come capo della squadra d'assalto. Nonostante le iniziali diffidenze, Hiatt finisce per farsi ben volere da Vic, anche se Shane non lo vede di buon occhio. Avrà una breve relazione con Tina Hanlon.
- Olivia Murray (stagione 7), interpretata da Laurie Holden e doppiata da Sabrina Duranti. L'agente Murray è un agente federale della sezione Immigrazione. Viene incaricata di indagare sul massacro di San Marcos e sul capo del cartello della droga Guillermo Beltrán.

### Secondari
- Corinne Mackey (stagioni 1-7), interpretata da Cathy Cahlin Ryan e doppiata da Daniela Calò. Corinne è la moglie di Vic, con cui ha tre bambini: Cassidy, Matthew e Megan. Per mantenere i bambini lavora come infermiera.
- Mara Vendrell (stagioni 3-7), interpretata da Michele Hicks e doppiata da Monica Ward. Mara è la moglie di Shane, con cui ha un bambino, Jackson.
- Ben Gilroy (stagioni 1-2), interpretato da John Diehl e doppiato da Stefano De Sando. Gilroy è il vice capo della polizia, grande amico di Vic Mackey di cui ha appoggiato l'idea di costituire la squadra d'assalto e, spesso, ne copre le azioni criminali. Viene scoperto e arrestato ma riesce a fuggire dagli arresti domiciliari e viene aiutato da Vic e gli altri a fuggire in Messico. Qualche tempo dopo, rimasto ormai solo, senza soldi e senza alcun aggancio, inizierà a ubriacarsi fino a morirne e il suo corpo verrà riportato a Los Angeles per l'autopsia.
- Roy Phillips (stagioni 3-7), interpretato da Nigel Gibbs e doppiato da Mauro Bosco (stagione 3) e da Diego Reggente (stagioni 4-7). Phillips è il sostituto di Gilroy. Ha più volte posto il veto al licenziamento di Vic, visti i suoi numerosi arresti ma lo disprezza come persona per i sospetti crimini compiuti e per le innumerevoli denunce a carico del detective.
- Cruz Pezuela interpretato da F.J. Rio e doppiato da Giorgio Locuratolo (stagione 6-7). Pezuela è un importante imprenditore edile, legato al cartello messicano; Aceveda gli chiederà il suo aiuto per la propria campagna elettorale.
- André Lauren Benjamin, conosciuto con lo pseudonimo André 3000, interpreta, nell'ultima puntata della terza stagione, un commerciante che protesta e mette in difficoltà il lavoro di prostitute e di alcuni spacciatori che operano di fronte al suo negozio. Ricompare nell'ultima puntata della settima stagione come candidato sindaco contro Aceveda.

### Criminali
- Kern Little (stagione 1-3 e ep. 5x10), interpretato dal rapper Sticky Fingaz e doppiato da Francesco Pezzulli (stagioni 1-2) e da Corrado Conforti (stagioni 3-5). Kern è un capitano degli 1-9 e informatore di Vic, con il quale compie diversi "affari".
- Armadillo Quintero (stagione 2), interpretato da Danny Pino e doppiato da Oreste Baldini. Armadillo è il capo dei Messicani ed è un grosso spacciatore di droga.
- Antwon Mitchell (stagioni 4-6), interpretato da Anthony Anderson e doppiato da Luigi Ferraro. Mitchell è il capo degli 1-9, una banda di spacciatori e assassini.
- Guillermo Beltran (stagione 7), interpretato da Francesco Quinn e doppiato da Gaetano Varcasia. Guillermo è uno dei maggiori esponenti del cartello messicano e arriva a Farmington per constatare di persona i progressi nello smercio della droga da parte del suo tirapiedi, Cruz Pezuela.

## I luoghi di ambientazione
Nel susseguirsi delle puntate vengono indicati vari luoghi del distretto, come per esempio Echo Park, MacArthur Park, Alvarado Street, Wilshire che all'incirca corrispondono alla reale circoscrizione del distretto Rampart. Inoltre a conferma dei luoghi si può riconoscere in lontananza, in alcune riprese, il Dodger Stadium di Los Angeles.

## Premi e riconoscimenti
- Michael Chiklis è stato premiato con un Emmy e un Golden Globe per la sua interpretazione.[1][2]